# Munzuco
Munzuco (chiamato anche Mundzuk, in latino Mundiucus, in greco antico: Μουνδίου? e in ungherese Bendegúz; Transilvania, 368 – Transilvania, 434) è stato un principe e condottiero unno, padre di Attila.

## Etimologia del nome
In latino volgare la lettera d prima di io ed e, seguita da una vocale, è resa in dz.
Gyula Németh e László Rásonyi considerano il nome una trascrizione del turco munčuq, munʒuq, minʒaq, bunčuq, bonʒuq, mončuq, con due significati interconnessi di "gioiello, perla" e "bandiera", e simboleggia l'Altaia, come una perla chiamata munčuq, che rappresentava il Sole e la Luna ed era usata come pinnacolo sull'asta della bandiera imperiale.
Anche il cognome del generale gepido Mundo ha la stessa etimologia Μοΰνδο-.

## Biografia
Munzuco era il fratello di Octar e Rua e padre di Bleda e Attila, come afferma Giordane nel Getica: 
Egli viene, inoltre, menzionato nell'Himnusz, l'inno nazionale dell'Ungheria, come antenato degli ungheresi.